# Scontrone
Scontrone là một đô thịthuộc tỉnh L'Aquila trong vùng Abruzzo của Ý. Ý. Đô thị này có diện tích 21 km², dân số năm 2001 là 595 người. Các làng trực thuộc: Ponte Zittola, Villa Scontrone. Các đô thị giáp ranh gồm: Alfedena, Barrea, Castel di Sangro, Montenero Val Cocchiara (IS), Roccaraso